# Luka Šamanić
Luka Šamanić (Zagabria, 9 gennaio 2000) è un cestista croato, di ruolo ala grande.
È stato selezionato dai San Antonio Spurs come 19ª scelta assoluta nel Draft NBA 2019.
È figlio di Marko Šamanić, ex giocatore di pallacanestro che con il KK Krka ha disputato anche l'Eurolega.

## Caratteristiche tecniche
Il suo idolo a cui si ispira è Toni Kukoč, ex giocatore di basket croato; il suo stile di gioco è stato paragonato a quello di Kristaps Porziņģis e Kevin Durant.

## Carriera

### Club (Europa)

#### Gli inizi
Šamanić ha iniziato la sua carriera di basket a livello giovanile con il K.K. Zagreb, club della sua città natale, con cui vince numerosi tornei di categoria in giro per l'Europa e guadagnandosi in più occasioni il premio MVP delle competizioni disputate.
Le sue prestazioni lo portano, il 14 giugno 2016, a firmare un contratto dilettantistico di 2 anni con gli spagnoli del Barcelona, inizialmente nelle giovanili.

#### FC Barcelona B (2017-2018)
Nella stagione 2017-2018, Šamanić gioca per il Barcelona B, la squadra di riserva del Barcelona, che milita nella LEB Oro, il secondo livello della lega spagnola di pallacanestro. Disputando 22 partite, segna in media 5,1 punti, 2 rimbalzi e 0,7 assist in 12,7 minuti a partita. Tanto basata perché nel febbraio 2018, partecipi ad un evento per giovani promesse a Los Angeles, organizzato dalla FIBA e dalla NBA per scoprire nuovi talenti internazionali.

#### Petrol Olimpija (2018-2019)
Il 31 maggio 2018, dopo una sola stagione in Spagna, firma un contratto pluriennale con l'Olimpija, squadra con sede a Lubiana, militante nella 1. A SKL, la massima lega slovena e nell'ABA Liga o Lega Adriatica. Approda all'Olimpija dopo che la trattativa per il suo approdo ai croati dello Zadar è fallita. Il 21 settembre debutta con gli sloveni in una sconfitta per 86-60 contro la Crvena zvezda nella Supercoppa ABA Liga 2018, registrando 2 punti e 3 rimbalzi in 19 minuti.
Il 20 aprile 2019, annuncia che è inserito nelle liste del draft NBA 2019.

### NBA (2019-oggi)

#### San Antonio Spurs (2019-oggi)
Il 20 giugno 2019, durante il Draft NBA 2019 svoltosi al Barclays Center di Brooklyn, viene selezionato dai texani dei San Antonio Spurs come diciannovesima scelta assoluta.

### Nazionale
Šamanić gioca per la Croazia nella competizione FIBA. Ha fatto il suo debutto in nazionale al campionato FIBA Europe Under-16 del 2016 a Radom, in Polonia. Nonostante il quarto posto finale della sua Nazionale, con una media di 17,7 punti, 10,4 rimbalzi e 2,9 blocchi per partita, viene inserito tra i cinque All-Star. Nel 2017, disputa i FIBA Europe Under-18 Championship Division B a Tallinn, in Estonia, guidando la Croazia alla medaglia d'oro dopo aver messo a referto 21 punti, 8 rimbalzi, 4 recuperi e 3 blocchi in una vittoria straordinaria sulla Gran Bretagna. È stato nominato MVP del torneo ed è stato scelto per l'All-Star Five dopo aver ottenuto una media di 13,3 punti, 7.3 rimbalzi, 1,8 recuperi e 1,6 blocchi per partita. L'anno successivo, nel 2018, ha preso parte ai Campionati europei maschili di pallacanestro Under-18 in Lettonia. Il 3 agosto 2018, ha segnato 29 punti, 10 rimbalzi e 4 stoppate, tirando 5-su-5 dalla linea dei tre punti, nella vittoria contro l'Ucraina; alla fine, nonostante le sue prestazione, la Croazia ha chiuso all'11º posto.

## Statistiche

### NBA

#### Regular Season
| Anno      | Squadra           | PG | PT | MP   | TC%  | 3P%  | TL%  | RP  | AP  | PRP | SP  | PP  |
| --------- | ----------------- | -- | -- | ---- | ---- | ---- | ---- | --- | --- | --- | --- | --- |
| 2019-2020 | San Antonio Spurs | 3  | 1  | 16,1 | 31,3 | 37,5 | 75,0 | 3,3 | 2,0 | 0,0 | 0,7 | 5,3 |
| 2020-2021 | San Antonio Spurs | 33 | 4  | 9,3  | 44,8 | 27,9 | 55,2 | 2,1 | 0,5 | 0,2 | 0,2 | 3,7 |
| 2022-2023 | Utah Jazz         | 7  | 4  | 23,0 | 45,6 | 25,8 | 69,2 | 4,3 | 2,1 | 0,9 | 0,3 | 9,9 |
| 2023-2024 | Utah Jazz         | 43 | 7  | 9,4  | 38,0 | 20,3 | 78,6 | 2,4 | 0,4 | 0,1 | 0,2 | 4,1 |
| Carriera  | Carriera          | 86 | 16 | 10,7 | 41,1 | 24,7 | 70,6 | 2,4 | 0,6 | 0,2 | 0,2 | 4,5 |

#### Massimi in carriera
- Massimo di punti: 23 vs Denver Nuggets (8 aprile 2023)[10]
- Massimo di rimbalzi: 9 vs San Antonio Spurs (29 marzo 2023)
- Massimo di assist: 5 vs Cleveland Cavaliers (5 aprile 2021)
- Massimo di palle rubate: 2 (3 volte)
- Massimo di stoppate: 2 vs Phoenix Suns (17 aprile 2021)
- Massimo di minuti giocati: 31 vs Utah Jazz (13 agosto 2020)

### G League
| Anno      | Squadra        | PG | PT | MP   | TC%  | 3P%  | TL%  | RP   | AP  | PRP | SP  | PP   |
| --------- | -------------- | -- | -- | ---- | ---- | ---- | ---- | ---- | --- | --- | --- | ---- |
| 2019-2020 | Austin Spurs   | 33 | 32 | 28,4 | 43,0 | 30,7 | 77,1 | 7,8  | 1,8 | 0,7 | 0,7 | 15,2 |
| 2020-2021 | Austin Spurs   | 6  | 6  | 32,7 | 44,1 | 29,7 | 71,4 | 11,3 | 2,2 | 0,2 | 0,2 | 21,8 |
| 2021-2022 | Westch. Knicks | 8  | 8  | 32,3 | 54,8 | 36,7 | 87,0 | 9,9  | 3,0 | 0,6 | 1,1 | 27,9 |
| 2022-2023 | Maine Celtics  | 44 | 44 | 29,5 | 48,9 | 32,7 | 73,1 | 9,2  | 1,9 | 0,8 | 0,9 | 21,5 |
| Carriera  | Carriera       | 91 | 90 | 29,6 | 47,5 | 32,3 | 75,9 | 8,9  | 2,0 | 0,7 | 0,8 | 19,8 |

## Palmarès

### Nazionale
- Campionati europei Under-18 Division B: 1

Estonia 2017